# 唐靉
唐 靉（とう あい、タン・アイ、女性、6月21日 - ）は台湾の漫画家。現在アメリカ合衆国のカリフォルニア州在住。
茜新社にて日本語翻訳漫画を出版している。
代表作『ボウリングキング』（滾球王）は、韓国、シンガポール、インドネシア、タイにて出版されている。日本でも2004年に茜新社から全5巻で刊行された。
| スタブアイコン | サブスタブ | この項目は、まだ閲覧者の調べものの参照としては役立たない、漫画家・漫画原作者に関連した書きかけの項目です。この項目を加筆・訂正などしてくださる協力者を求めています（P:漫画/PJ:漫画家）。 |